# SN 2011hq
SN 2011hq – supernowa typu Ia odkryta 1 listopada 2011 roku w galaktyce M-02-13-37. W momencie odkrycia miała maksymalną jasność 18,30m.